# Эпферсхаузен
Эпферсхаузен (нем. Oepfershausen) — община в Германии, в земле Тюрингия. 
Входит в состав района Шмалькальден-Майнинген. Подчиняется управлению Вазунген-Амт Занд.  Население составляет 492 человека (на 31 декабря 2010 года). Занимает площадь 12,26 км².

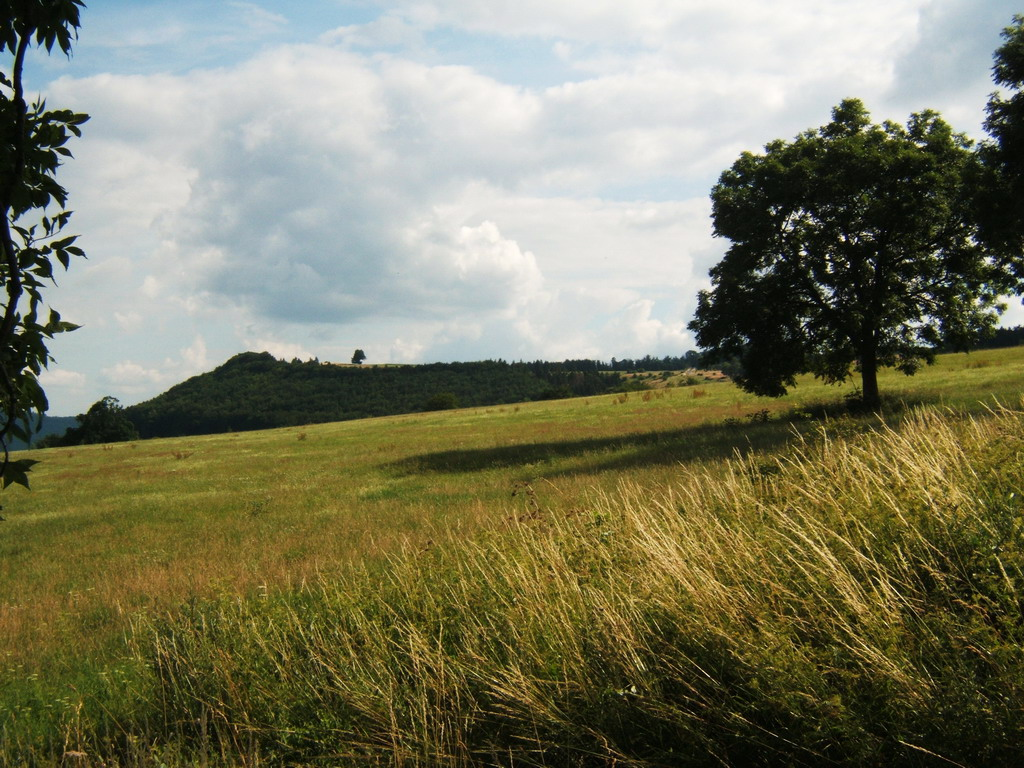
Эпферсхаузен